# Twierdza w Niszu
Twierdza w Niszu (srb. Нишка тврђава, Niška tvrđava) – system dawnych fortyfikacji, położony w centrum miasta, nad rzeką Niszawą.
Twierdza jest chroniona prawem od 1948 roku, a w 1979 została uznana przez rząd SR Serbii za zabytek kultury o dużym znaczeniu.

## Historia
Pierwszą twierdzę zbudowali w tym miejscu prawdopodobnie Rzymianie, wielokrotnie była rozbudowana m.in. przez Cesarstwo Bizantyńskie. Dzisiejszy kształt przybrała w czasie rządów tureckich, w latach 1719–1723. Długość kamiennych murów wynosiła 2,1 kilometrów, wysokość do 8 metrów, a grubość 3 metry. Od południa twierdzę chroniła rzeka, z pozostałych kierunków fosy, częściowo do dziś zachowane.
Do obiektu prowadziło pięć bram:
- Stambulska (Stambol vrata) – od południowej strony, główna brama twierdzy,
- Belgradzka (Beogradska vrata) – od południowo-zachodniej strony, w pobliżu Stambulskiej,
- Wodna (Vodena vrata) – wschodnia, częściowo zachowana,
- Widyńska (Vidinska vrata) – północna, zachowały się tylko ruiny,
- Jagodińska (Jagodinmalska vrata) – południowo-wschodnia, również tylko ruiny.

Twierdza została odbita z rąk Turków wraz z całym miastem w 1878 roku i przyłączona do Serbii. Do 1950 roku zajmowana przez wojsko, a obecnie służy jako 22-hektarowy park, odbywają się tutaj festyny i koncerty.

## Wewnątrz twierdzy
Po zajęciu twierdzy przez Serbów zniszczono wiele obiektów na jej terenie, mimo tego zachowało się sporo historycznych budynków, m.in.:
- przy bramie Stambulskiej stoi turecka łaźnia (hammam) z XV wieku, najstarszy zabytek z czasów tureckich w Niszu i jeden z najstarszych świeckich na Bałkanach, obecnie restauracja,
- prochownia (barutana) z lat 1720–1723,
- turecki arsenał (naprzeciwko łaźni) z 1857 roku, obecnie galeria i sklep,
- ruiny łaźni rzymskiej lub bizantyjskiej,
- meczet Bali Bega (Bali-begova džamija), jeden z dwóch zachowanych w mieście. Wzniesiony w latach 1521–1523, przedstawia styl kamienno-ceglany z arkadowym przedsionkiem, typowy dla architektury osmańskiej. Minaret nie zachował się. Obecnie w środku mieści się galeria,
- lapidarium, z kolekcją rzymskich nagrobków i płyt nagrobnych, od I do VI wieku, znalezionych w twierdzy. Otwarte w 1979 lub 1980 roku,
- archiwum historyczne w budynku z 1890 roku, dawny Instytut Kartograficzny serbskiej armii,
- stacja meteorologiczna z 1889 roku,
- pomnik księcia Milana I Obrenowicia, oswobodziciela Niszu,
- krypta z 1931 roku, poświęcona ofiarom powstania z 1917 roku.

Podczas wykopalisk archeologicznych odkryto liczne pozostałości po Rzymianach i Bizantyjczykach – oprócz wspomnianych łaźni oraz nagrobków i płyt umieszczonych w lapidarium – pozostałości po utwardzonej siatce ulic, resztki budynków, w tym bazyliki, ceramikę podłogową, a także głowę Konstantyna Wielkiego i posąg Jowisza z brązu, ołtarz i srebrne monety z III wieku.
Jednym z nowszych obiektów jest amfiteatr na wolnym powietrzu, wybudowany w 1959 roku.